# Peam Montear
Peam Montear es una comuna (khum) del distrito de Kampong Trabaek, en la provincia de Prey Veng, Camboya. En marzo de 2008 tenía una población estimada de 10 182 habitantes.
Se encuentra ubicada al sur del país, a escasa distancia de los ríos Mekong y Bassac, y de la frontera con Vietnam.